# (11736) Viktorfischl
(11736) Viktorfischl (1998 QS1) – planetoida z pasa głównego asteroid okrążająca Słońce w ciągu 3,74 lat w średniej odległości 2,41 j.a. Odkryta 19 sierpnia 1998 roku.